# اصطبل و کبوترخانه

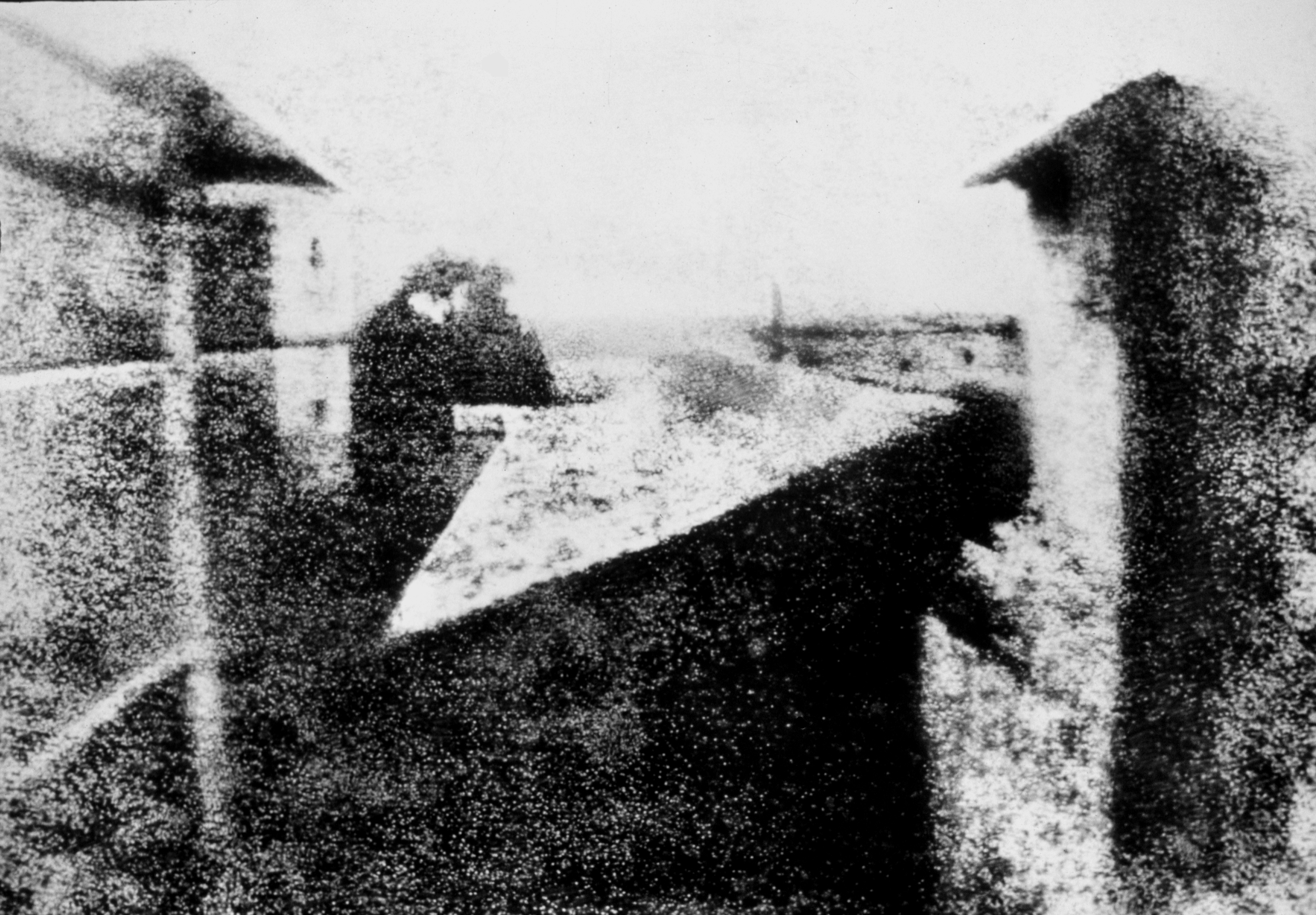
اصطبل و کبوترخانه. نخستین عکس ثبت‌شده در دنیا

اصطبل و کبوترخانه نام نخستین عکس موفق ثبت‌شده از طبیعت در تاریخ عکاسی بشر است که توسط ژوزف نیسه فور نیپس، مخترع فرانسوی در سال ۱۸۲۶ میلادی به روش طرح‌نگار نوری عکسبرداری شده‌است.
نیپس این تصویر را که به مدت هشت ساعت نوردهی شده را با استفاده از دوربین تاریکخانه‌ای ثبت کرد.  مجله لایف این عکس را جزو صد عکسی که جهان را تغییر دادند برشمرده‌است.